# 조지 번스
조지 번스(George Burns, 1896년 1월 20일 ~ 1996년 3월 9일)는 미국의 배우이다.

## 출연 작품
- 에이틴 어게인